# Blutrache
Blutrache o «venganza de sangre» es un principio de Derecho propio de la idiosincrasia jurídica de los pueblos germanos.
La venganza de sangre tomaba entidad cuando un miembro de una determinada Sippe (colectivo familiar germánico) moría o era dañado por algún individuo. Ello permitía al resto de miembros de la Sippe de la víctima devolver la agresión, de manera que quedaban exentos de culpa si mataban o dañaban a aquel que mató o dañó a su familiar.

## Función
En ausencia de un sistema punitivo institucionalizado, propio del Derecho más evolucionado, las tradiciones germánicas dejaban en manos de la Sippe la persecución y castigo de aquellos que hubieran perjudicado sus bienes jurídicos. Por ello, el sistema punitivo tenía un carácter eminentemente descentralizado, y la Sippe quedaba constituida como una unidad de protección y defensa de sus miembros. Por todo ello, en las organizaciones políticas germánicas no existía un monopolio del Estado en lo referente al uso de la fuerza. Además, era recurrente la existencia de una equivalencia entre el mal provocado y el mal devuelto (el que matase, sería muerto; el que amputase un miembro, perdería un miembro), de manera que el principio ha sido habitualmente relacionado con la Ley del Talión.

## Extensión
La práctica totalidad de las distintas tradiciones jurídicas de los pueblos germánicos reflejaban la figura, y por lo tanto, se incluye dentro del denominado Derecho germánico, siendo además una de las costumbres más representativas de este sistema jurídico. Cabe destacar que el concepto de "Derecho germánico" es una creación doctrinal con base en las distintas figuras jurídicas de los pueblos germánicos, siendo la Blutrache una de las más universales.